# Odbarczenie
Odbarczenie (łac. decompressio) - postępowanie medyczne mające na celu zmniejszenie ciśnienia wywieranego na jakikolwiek narząd z zastosowaniem różnych sposobów, np. nacięcie lub nakłucie (punctio) osierdzia w celu ewakuowania zgromadzonej w worku osierdziowym krwi, usunięcie części pokrywy kostnej czaszki w celu zmniejszenia ciśnienia wewnątrzczaszkowego czy odessanie powietrza przez nakłucie jamy opłucnej przy odmie.

Przeczytaj ostrzeżenie dotyczące informacji medycznych i pokrewnych zamieszczonych w Wikipedii.